# Allococalodes
Allococalodes es un género de arañas araneomorfas de la familia Salticidae. Se encuentra en Nueva Guinea.   

## Lista de especies
Según The World Spider Catalog 12.5:
- Allococalodes alticeps Wanless, 1982
- Allococalodes cornutus Wanless, 1982
- Allococalodes madidus Maddison, 2009